# Dialytheca
Dialytheca  (лат.) — монотипный род двудольных растений семейства Луносемянниковые (Menispermaceae), включающий вид Dialytheca gossweileri Exell & Mendonça. Выделен ботаниками Артуром Уоллисом Экселлом и Франсишку ди Ассенканом Мендонсой в 1935 году.

## Распространение, описание
Единственный вид является эндемиком Анголы.
Древовидные лианы. Листья очерёдные, от эллиптической до яйцевидной формы, у основания клиновидные. Цветки с шестью свободно размещёнными лепестками.